# Alberto Banfi
Alberto Banfi (Pinerolo, 18 marzo 1903 – Roma, 29 gennaio 1958) è stato un militare italiano, comandante della torpediniera Airone e della I squadriglia torpediniere, medaglia d'oro al valor militare nel 1940.

## Biografia
Orfano di un ufficiale superiore degli alpini, usciva dall’Accademia Navale di Livorno nel luglio 1923 col grado di guardiamarina. Sottotenente di vascello nel gennaio 1925, tenente di vascello nel marzo 1928 e capitano di corvetta nel dicembre 1936. 
Imbarcato nel 1933 sul sommergibile Tricheco, quale ufficiale in 2ª, partecipò nel maggio - giugno ad una famosa crociera dimostrativa in Mar Nero.
Nel 1934-35 fu ufficiale a disposizione dell'ammiraglio Domenico Cavagnari, sottosegretario di stato per la Marina
Nel maggio del 1938 assumeva il comando della torpediniera Airone. Frequentato a Livorno l’Istituto di Guerra Marittimo dal 4 gennaio al 7 aprile 1939, veniva imbarcato, al suo rientro, quale comandante sul cacciatorpediniere Borea per passare nuovamente sull'Airone nel gennaio 1940 come comandante della Ia squadriglia torpediniere. 
Gravemente ferito e naufrago nel combattimento della notte sul 12 ottobre 1940, dopo lunga degenza in ospedali, riprese servizio al Ministero il 1º ottobre 1941, quando aveva già ottenuto la promozione a capitano di fregata. Nell'estate 1943 assunse il comando del nuovo incrociatore Pompeo Magno, per la durata di un anno.
Nel febbraio 1947 collocato a domanda in ausiliaria, si stabilì a Torino e nel marzo 1953 ottenne la promozione a capitano di vascello. 
Nominato Presidente onorario della Sezione di Pinerolo dell’Associazione Marinai d’Italia. 
Trasferitosi a Roma, vi decedeva improvvisamente il 29 gennaio 1958, per malattia dipendente dal servizio di guerra.